# Ohad Levita
Ohad Levita (en hébreu : אוהד לויטה) est un footballeur israélien, né le 17 février 1986 à Kfar Saba en Israël. Il évolue comme gardien de but.

## Palmarès
- RKC Waalwijk
  - Champion de Eerste divisie (D2) en 2011.

## Sélection
Ohad est le gardien de l'équipe israélienne espoirs, dont il est le capitaine, entre 2007 et 2008 pour un total de 17 sélections.
En 2010, il est convoqué avec les A pour la première fois par Luis Fernandez. Toutefois, il n'a toujours pas connu sa première cape. 